# Blechnum revolutum
Blechnum revolutum är en kambräkenväxtart som först beskrevs av Cornelis Rugier Willem Karel van Alderwerelt van Rosenburgh, och fick sitt nu gällande namn av Carl Frederik Albert Christensen. Blechnum revolutum ingår i släktet Blechnum och familjen Blechnaceae. Inga underarter finns listade.